# Христо Попандреев
Христо Попандреев е български хайдутин и революционер, войвода на Върховния македоно-одрински комитет.

## Биография
Христо Попандреев е роден в 1869 година в поройското село Хаджи бейлик, тогава в Османската империя, днес Вирония, Гърция. В 1895 година участва в Четническата акция на Македонския комитет. От 1897 до 1901 година е войвода на Върховния комитет в Петричко, като действа предимно с Дончо Златков. От 1902 година е войвода в Поройско с Алексо Поройлията. Участва в Горноджумайското въстание през 1902 година в отряда на генерал Иван Цончев. На 3 ноември 1902 година се сражава при Езерец.